# Lugaggia
Lugaggia est une localité et une ancienne commune suisse du canton du Tessin.

## Histoire
La fusion avec la commune de Capriasca a été acceptée en votation populaire le 30 septembre 2007 et ratifiée par le Grand Conseil le 20 avril 2008.

## Monuments et curiosités

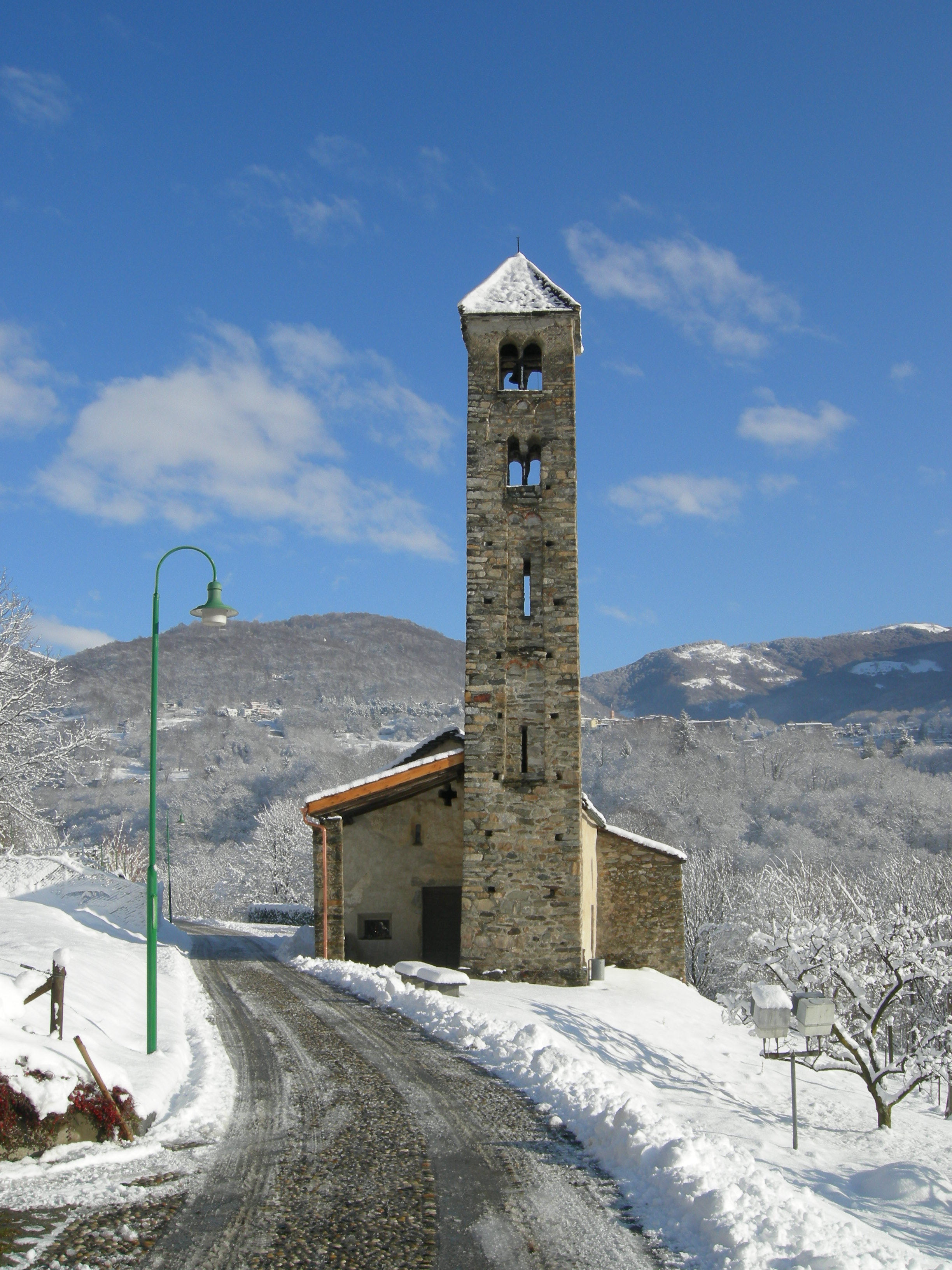
L'église.

L'église Santi Pietro et Paolo fut construite à l'époque romane sur les fondations d'un sanctuaire à deux absides probablement de l'époque carolingienne. Le clocher du XIIe-XIIIe s. est orné d'arcatures géminées. À l'intérieur sur les parois de la nef sont peintes d'importantes fresques romanes de la deuxième moitié du XIIe s. sur lesquelles figurent des scènes de la vie du Christ et une vue stylisée de la ville de Milan.